# 더 펌 (록 밴드)
더 펌(영어: The Firm)은 잉글랜드의 록 밴드이다. 보컬 폴 로저스 (프리, 배드 컴퍼니), 기타리스트 지미 페이지 (야드버즈, 레드 제플린), 드러머 크리스 슬레이드 (맨프리드 맨스 어스 밴드), 베이스 기타 토니 프랭클린으로 이루어져 있었다.
1985년 싱글 "Radioactive"가 미국 차트 28위를 기록하였으며, 앨범 The Firm도 17위를 차지했다. 1986년 두 번째 앨범 Mean Business를 발매하고 미국에서 투어를 한 후 해산했다.